# Вати
Вати (на гръцки: Βαθύ) е град в източна Гърция, част от дем Самос в област Северен Егей. Населението му е около 1 900 души (2011).

## География
Намира се на 80 метра надморска височина над североизточния бряг на остров Самос.

## История
До средата на XIX век Вати е главен град на острова, както и на автономното Княжество Самос, като за известно време носи името Стефануполис в чест на неговия владетел Стефан Богориди. След това Вати е изместен от новото пристанище Лимин Ватеос, днешния град Самос, разположен непосредствено на северозапад.

## Личности
Родени във Вати
- Игнатий Литицки (1741 – 1812), духовник
- Христофор Книтис (1872 – 1958), духовник

Починали във Вати
- Атанасий Капуралис (1850 – 1903), духовник
- Игнатий Литицки (1741 – 1812), духовник